# Чезано-Мадерно
Чезано-Мадерно (італ. Cesano Maderno) — муніципалітет в Італії, у регіоні Ломбардія, провінція Монца і Бріанца.
Щорічний фестиваль Паліо-де-ла-Каратела (італ. Palio de la Caratela) відбувається четвертої неділі вересня. Покровитель — Стефан Першомученик.

## Розташування
Чезано-Мадерно розташоване у регіоні Ломбардія, провінція Монца і Бріанца, на схід від річки Севезо.
Муніципалітет знаходиться на відстані близько 495 км на північний захід від Рима, 19 км на північ від Мілана, 11 км на північний захід від Монци. 

## Клімат
У Чезано-Мадерно морський клімат. Середньорічна температура — 12.5 °C. Найтепліший місяць — липень з середньою температурою 22.7 °C. Середня температура у січні — 1.9 °C, це найнижча середня температура протягом року. 
Протягом року випадає значна кількість опадів, навіть під час самого посушливого місяця. У рік випадає близько 1108 мм опадів. Найпосушливіший місяць — січень з опадами 60 мм., найбільше опадів випадає у жовтні, в середньому 122 мм.

## Демографія
Населення — 38 203 особи (2014).
Населення за роками:

Станом на 1 січня 2023 року в муніципалітеті офіційно проживало 4380 іноземців з 90 країн, серед них 912 громадян країн Євросоюзу та 396 громадян України.

### Етнічні групи та іноземці
Станом на 31 грудня 2009 року в муніципалітеті офіційно проживало 3130 іноземців з 78 країн, серед них 574 громадяни країн Євросоюзу та 179 громадян України.
За даними ISTAT на 31 грудня 2010 року кількість іноземеців становило 3334 осіб, або 8,9% від загальної чисельності населення. 

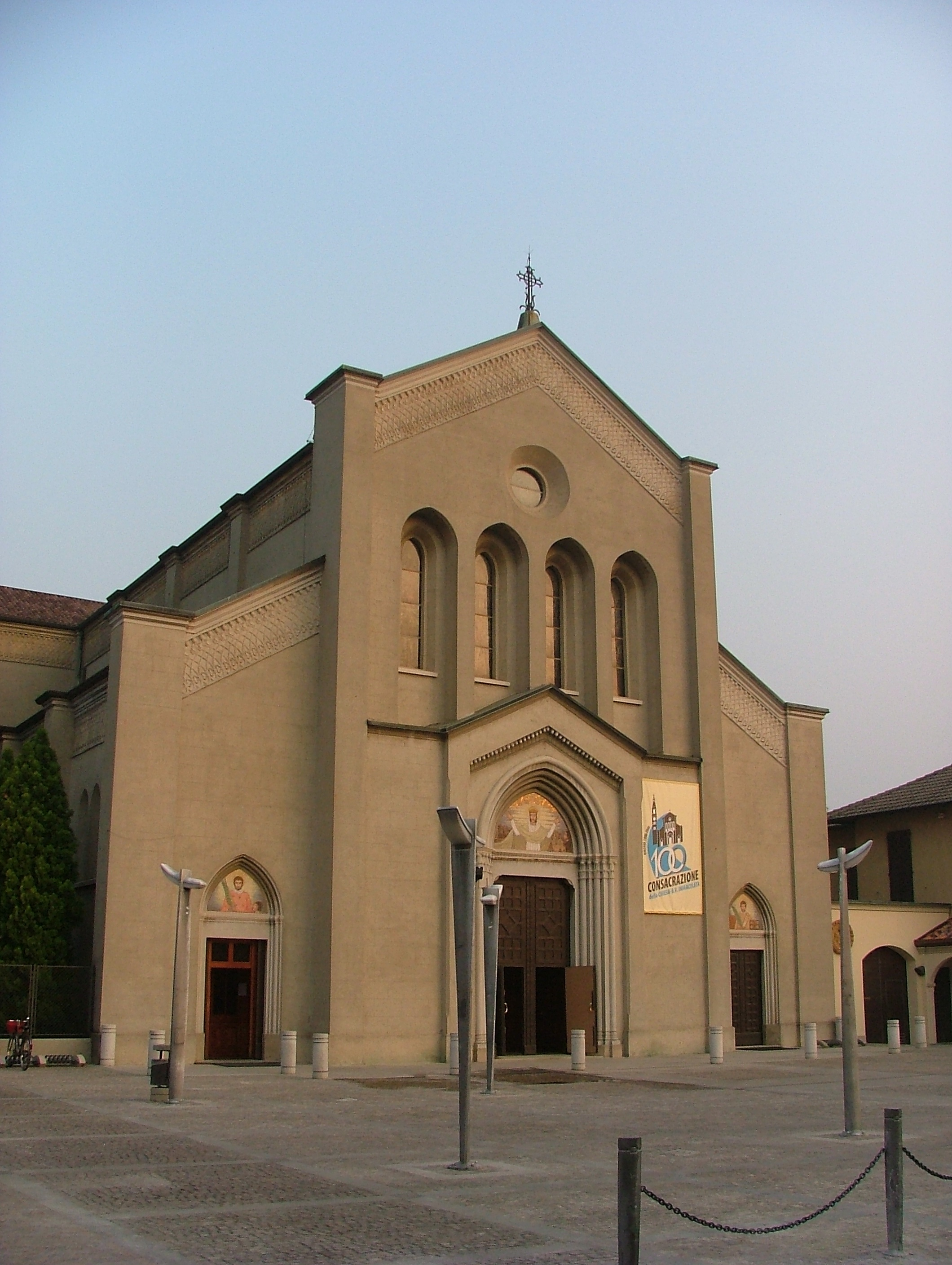
Церква Непорочного зачаття Діви Марії у Бінзаґо

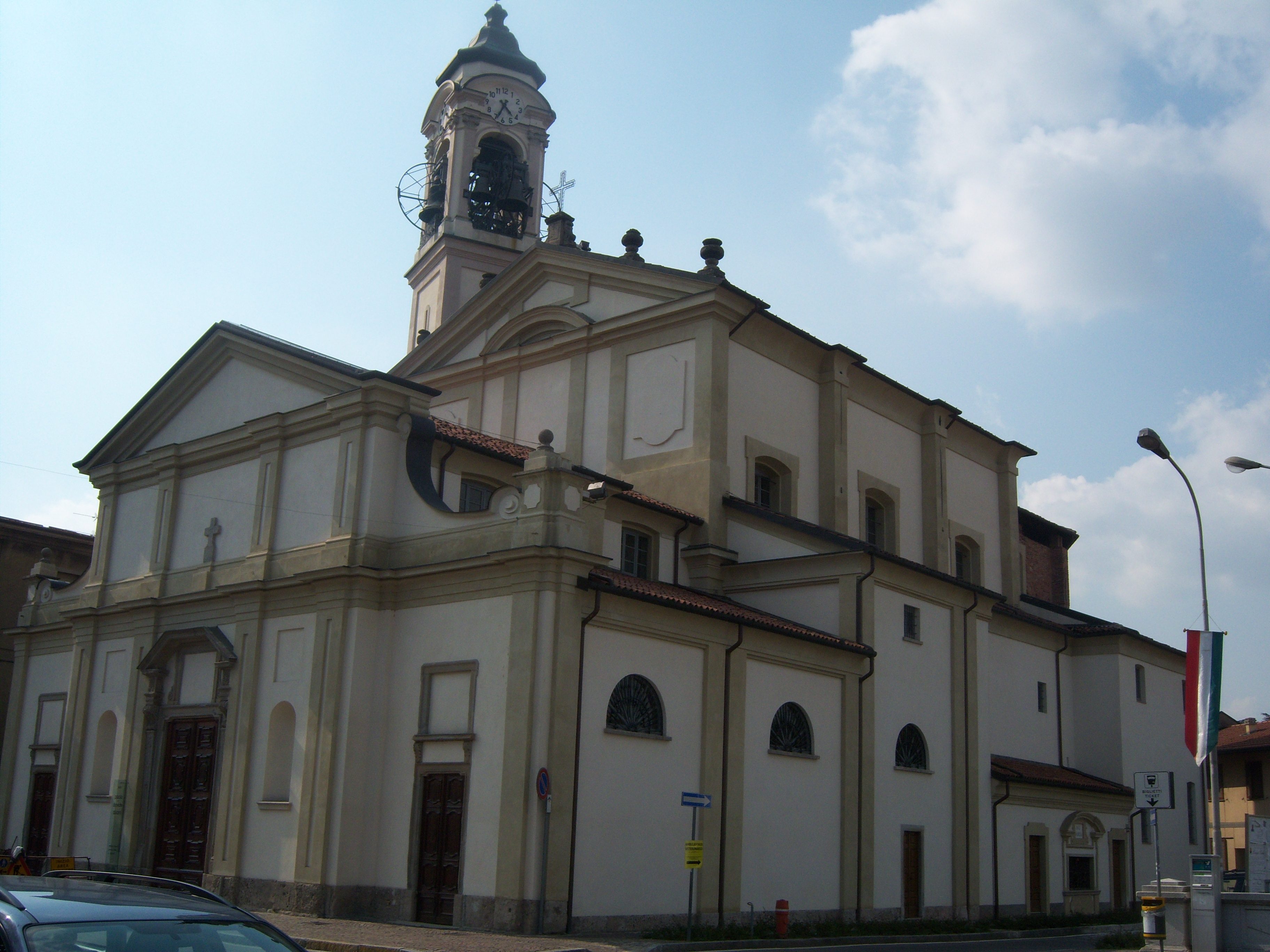
Церква Санто-Стефано

| №  | Громадянство | Чисельність |
| -- | ------------ | ----------- |
| 1  | Пакистан     | 682         |
| 2  | Румунія      | 472         |
| 3  | Албанія      | 448         |
| 4  | Марокко      | 333         |
| 5  | Україна      | 239         |
| 6  | Бангладеш    | 123         |
| 7  | Еквадор      | 123         |
| 8  | Перу         | 116         |
| 9  | КНР          | 99          |
| 10 | Туніс        | 83          |
| 11 | Сенегал      | 76          |
| 12 | Бразилія     | 65          |
| 13 | Єгипет       | 64          |
| 14 | Болгарія     | 39          |
| 15 | Польща       | 31          |
| 16 | Молдова      | 25          |
| 17 | Росія        | 24          |
| 18 | Індія        | 19          |
| 19 | Куба         | 17          |
| 20 | Нігерія      | 15          |
| 21 | Шрі-Ланка    | 4           |

## Уродженці
- Луїджі Радіче (*1935) — відомий у минулому італійський футболіст, захисник, згодом футбольний тренер.

## Сусідні муніципалітети
- Бовізіо-Машіаго
- Черіано-Лагетто
- Кольяте
- Дезіо
- Сереньо
- Севезо

## Міста-побратими
- Валансе (Франція)[9]
- Чернівці (Україна)[9]
- Кампомаджоре (Італія)[9]